# Saifeldin Masawi
Saifeldin Masawi, né le 30 novembre 1979, est un footballeur soudanais.

## Carrière
Il a participé à la Coupe d'Afrique des nations 2008 avec l'équipe du Soudan.
Il a été plusieurs fois Champion du Soudan avec Al Hilal Khartoum ( Soudan).